# Ilha Desecheo

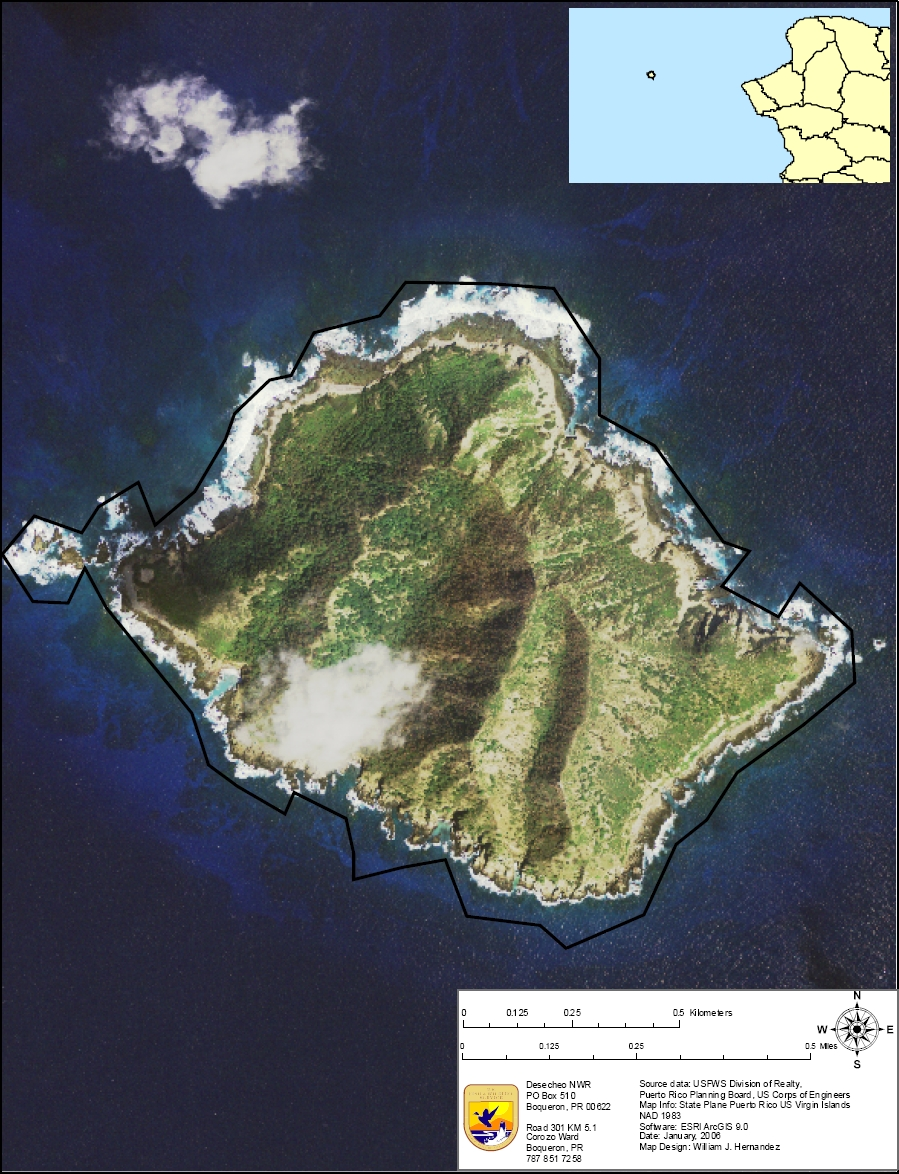
Imagem de satélite da Ilha Desecheo.

A Ilha Desecheo é uma pequena ilha desabitada na Commonwealth de Porto Rico localizada ao norte do Canal de Mona a 21 quilômetros da costa oeste (Punta Higüero) da ilha principal de Porto Rico e a 50 quilômetros a nordeste da Ilha de Mona. Ela tem uma área de 1,5 km². Politicamente, a ilha é administrada pelo município de Mayagüez.

## História
Não há nenhuma evidência de assentamento pré-colombiano na ilha. Foi descoberta por Cristóvão Colombo em sua segunda viagem ao do Novo Mundo; no entanto, ela não recebeu esse nome até o ano de 1517 quando foi nomeada pelo explorador espanhol Nuñez Alvarez de Aragón.
Durante o século XVIII, a ilha foi usada por piratas e bandidos, durante a Segunda Guerra Mundial e até 1952 a ilha foi usada pelas Forças Armadas dos Estados Unidos para testar bombas entre 1952 e 1965 a Força Aérea dos Estados Unidos usou a ilha como área de treinando, e em 1983 ela foi designada como Refúgio nacional da vida selvagem de Desecheo.

## Geografia
A Ilha Desecheo tem cerca de 150 hectares de superfície e uma elevação máxima de 218 metros e precipitação anual de 1020 milímetros, apesar de fazer parte do território de Porto Rico com as ilhas de Mona e Monito não pertence ao chamado Banco de Porto Rico.